# Павел (Введенский)
Епископ Павел (в миру Павел Андреевич Введенский; 4 [16] марта 1866 — 9 февраля 1937, Моршанск, Тамбовская область) — епископ Русской православной церкви, епископ Моршанский, викарий Тамбовской епархии.

## Биография
В 1887 году окончил Самарскую духовную семинарию.
В 1888 году рукоположён в сан иерея и до 1914 года служил в приходах Самарской епархии.
В 1914—1918 годах — ключарь Самарского кафедрального собора.
С 1919 года — ключарь Владивостокского кафедрального собора.
3 декабря в Токийском Воскресенском соборе возведён в сан во архимандрита.
21 ноября/4 декабря 1922 года там же хиротонисан во епископа Никольско-Уссурийского, викария Владивостокской епархии. Рукоположение было совершено архиепископом Токийским Сергием (Тихомировым), епископом Владивостокским Михаилом (Богдановым) и епископом Камчатским Нестором (Анисимовым).
В том же году временно управлял Владивостокской епархией.
С 6 сентября 1923 года по 13 июля 1927 года — епископ Мелекесский, викарий Самарской епархии.
С 1923 по 1926 год отбывал ссылку на Соловецких островах.
В 1926 году был освобожден из лагеря и отправлен в ссылку в Уфу без права выезда.
С 16 (29) сентября 1927 года — епископ Златоустовский с пребыванием в Уфе.
30 июля (12 августа) 1928 года назначен епископом Калужским и Боровским.
С 29 ноября (12 декабря) 1928 года — епископ Оренбургский.
В 1931 году был участником летней сессии Временного Патриаршего Священного Синода, а 30 сентября 1931 года уволен от присутствия в Синоде во вверенную ему Оренбургскую епархию.
В том же году в Оренбурге владыка был арестован и 23 октября осужден тройкой при ПП ОГПУ СССР по Средне-Волжскому краю на три года высылки.
30 августа 1933 года — уволен на покой.
24 мая 1934 года направил Заместителю Патриаршего Местоблюстителя митрополиту Сергию (Страгородскому) рапорт, в котором поздравлял его с возведением в достоинство митрополита Московского и Коломенского
С 17 апреля 1935 года — епископ Моршанский, викарий Тамбовской епархии.
В Моршанске жил тихо и скромно на квартире, гостей не принимал. Редко служил в Базевской церкви Моршанска.
Согласно посмертной записи архива загса администрации г. Моршанска, «Архиерей Базевской церкви Введенский Павел Андреевич умер 27 января 1937 года в возрасте 70 лет, проживая по улице Рабочей, дом 3, квартира 2, в результате паралича сердца после сердечного приступа».
Отпевали епископа Павла в кафедральной церкви Николая Чудотворца в Базеве, а погребли за алтарем в десятке метров в восточную сторону.